# Puskás Ferenc Stadion metróállomás
A Puskás Ferenc Stadion egy állomás a budapesti M2-es metróvonalon a Pillangó utca és a Keleti pályaudvar között. 1970 és 2003 között Népstadion, 2003 és 2011 között Stadionok, 2011-től pedig a Puskás Ferenc Stadion nevet viseli.

## Jellemzői
Az állomáson négy vágány található, amelyet két szigetperon szolgál ki. A szerelvények üzemszerűen a szélső vágányokra érkeznek. A két belső vágány a Pillangó utca felé csonkavágányban végződik. A Déli pályaudvar felől a szerelvények a két középső vágányt használva tudnak irányt váltani.

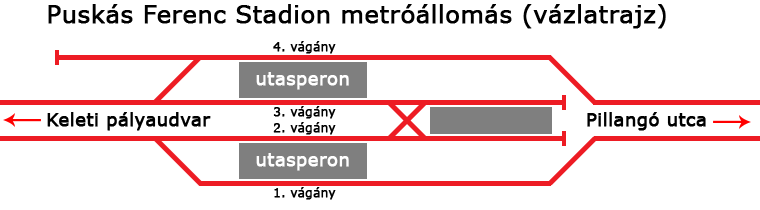
A Puskás Ferenc Stadion metróállomás vázlatrajza

Az eredeti tervek szerint az M2-es metróvonalnak itt alakítottak volna egy közös végállomást a Gödöllői HÉV-vel, amelynek nyomai a mai napig láthatók. A Gödöllői HÉV a két külső vágányra érkezett volna, melyről egy rámpán a Keleti pályaudvar üzemi területére jutott volna ki, ahol visszafordult volna. Az egyik ilyen rámpa a '90-es évek végéig megvolt, de a benzinkút építése miatt betömték. Nyomai már csak a Déli pályaudvar felé vezető külső vágány előre vezető sínpályán fedezhetők fel, mely jelenleg tároló.
Az állomás két kupolás épülettel volt lefedve, amit később elbontottak. Ma a BKV metró és villamos üzemigazgatósága található az állomás felett. A BKV az irodaház jövőbeni elbontását tervezi. Az állomás négy vágányát később egy lehetséges új szárnyvonalhoz hasznosították volna a korabeli tervek szerint. Ez a szárnyvonal Kőbánya felső, Kőbánya alsó és a Zalka Máté tér (ma: Liget tér) állomásokat tartalmazta volna.
Az állomás közelében található a Puskás Aréna, a Papp László Budapest Sportaréna és a BOK Sportcsarnok.

## Galéria

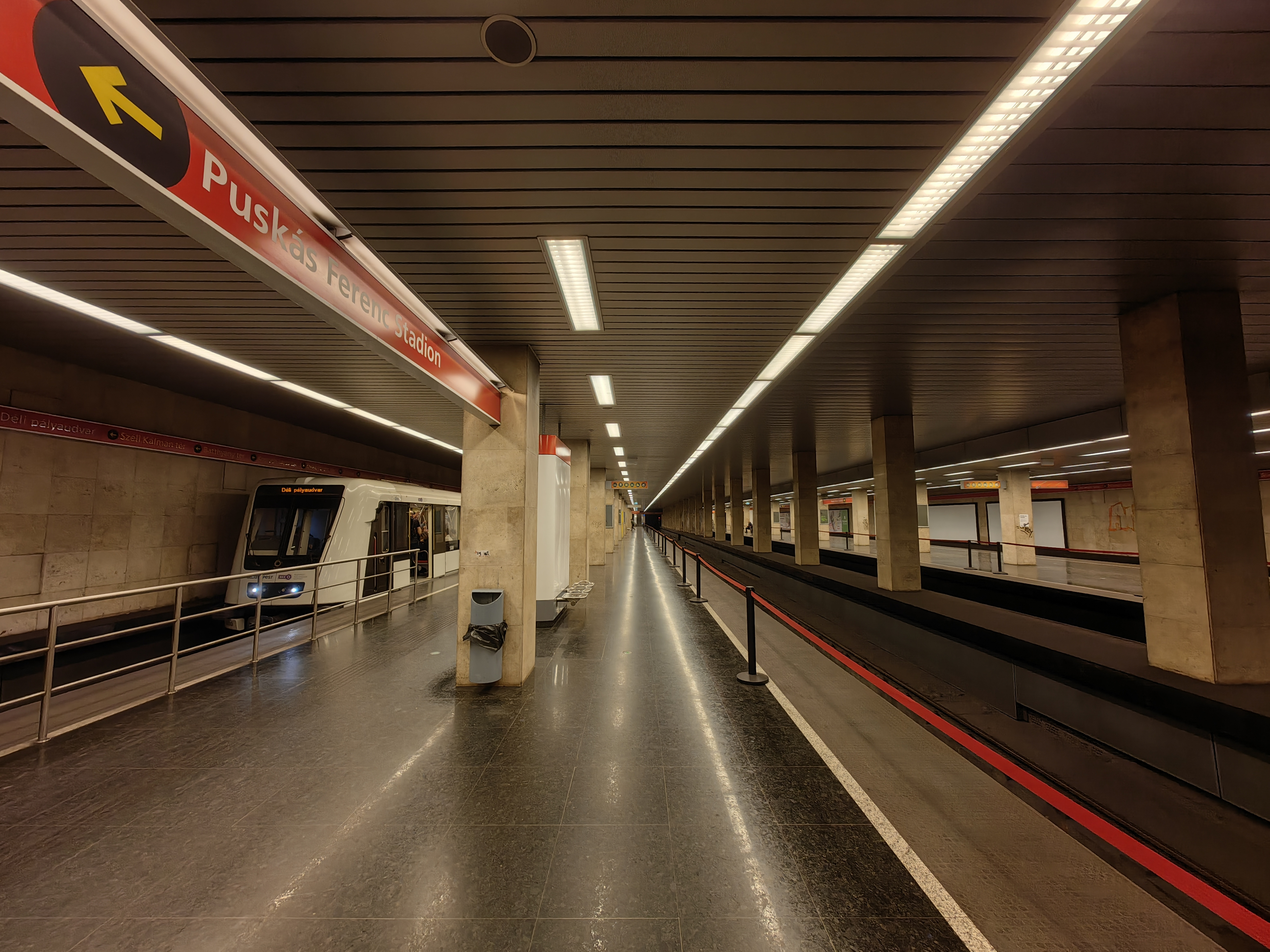
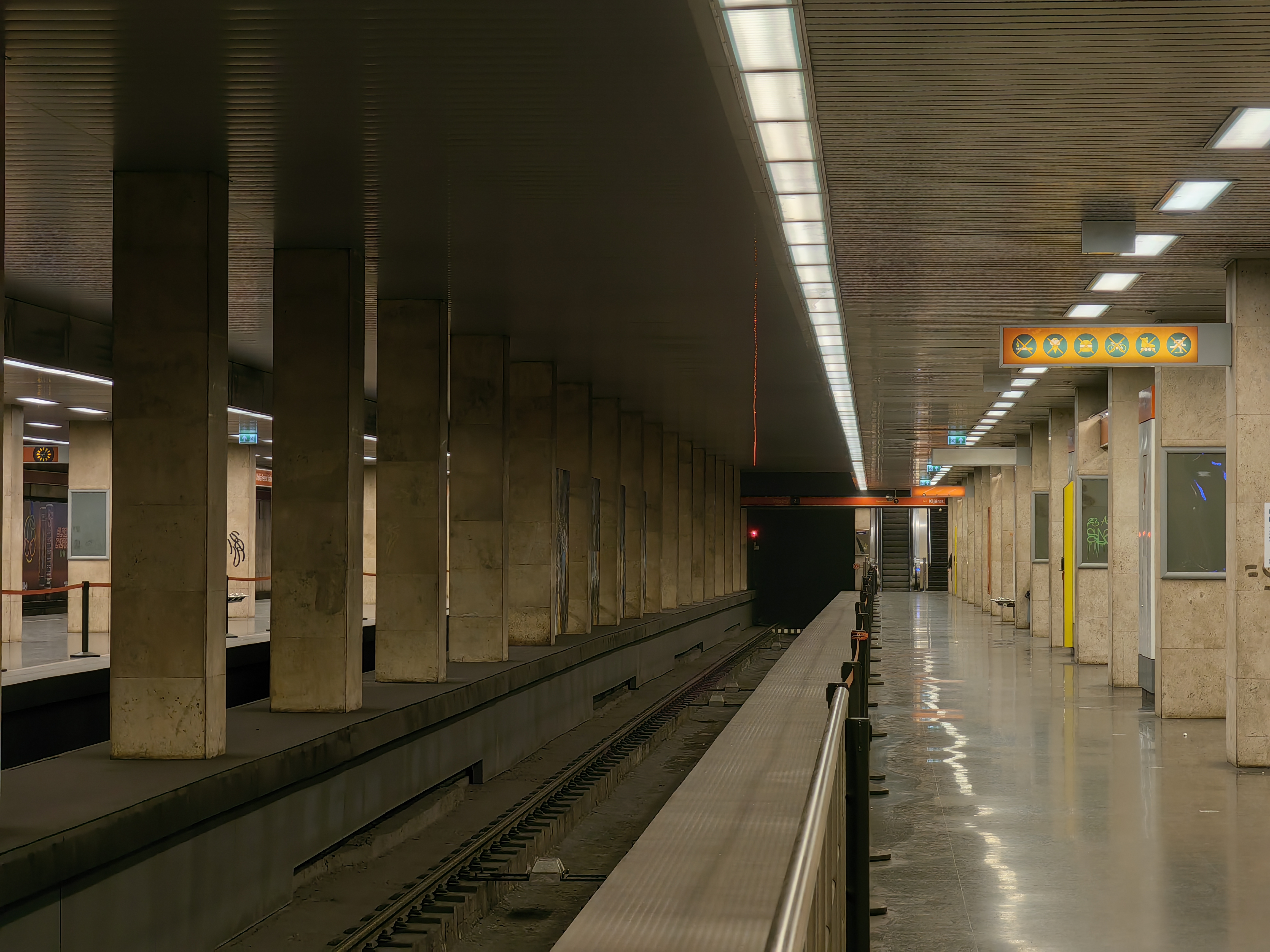
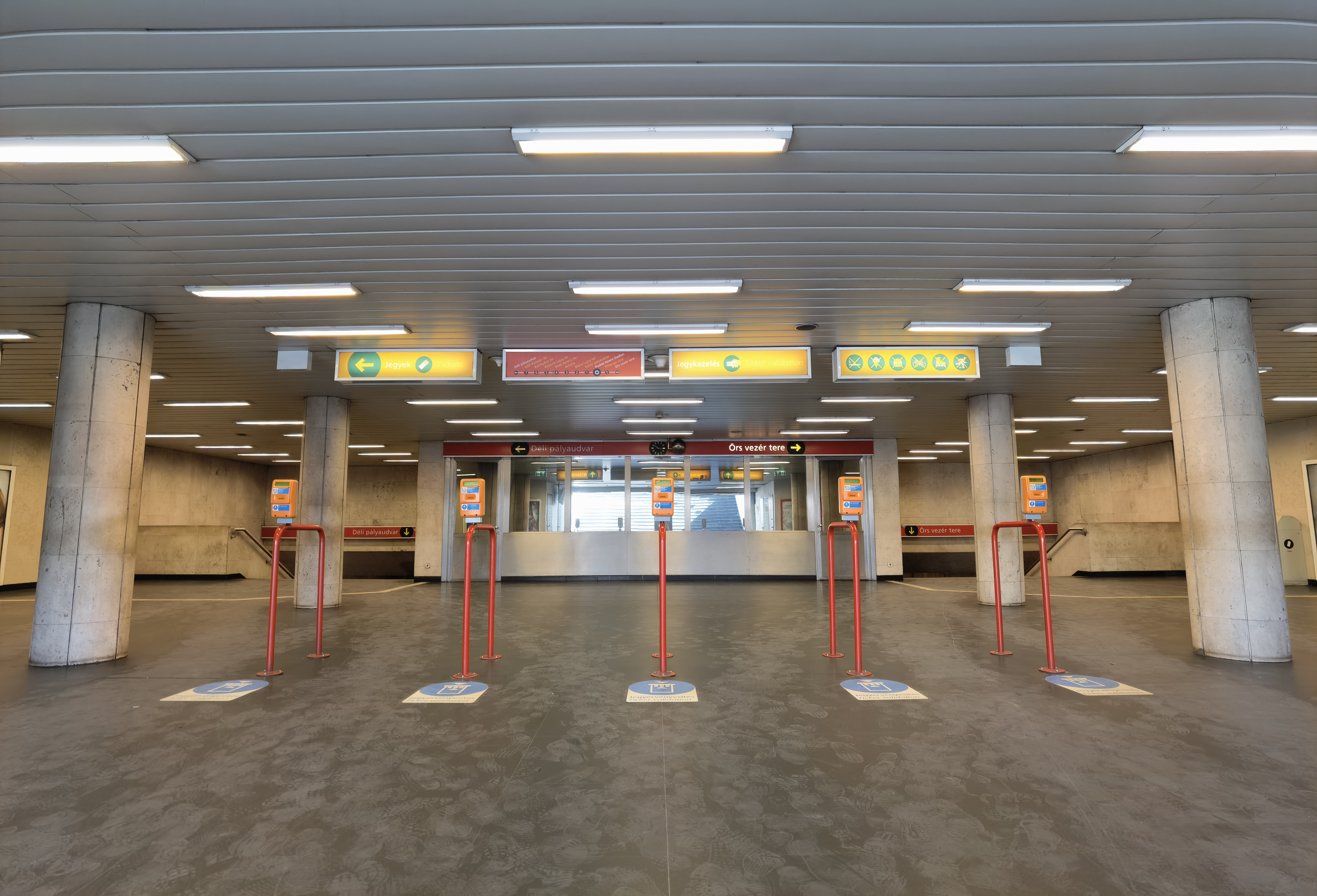
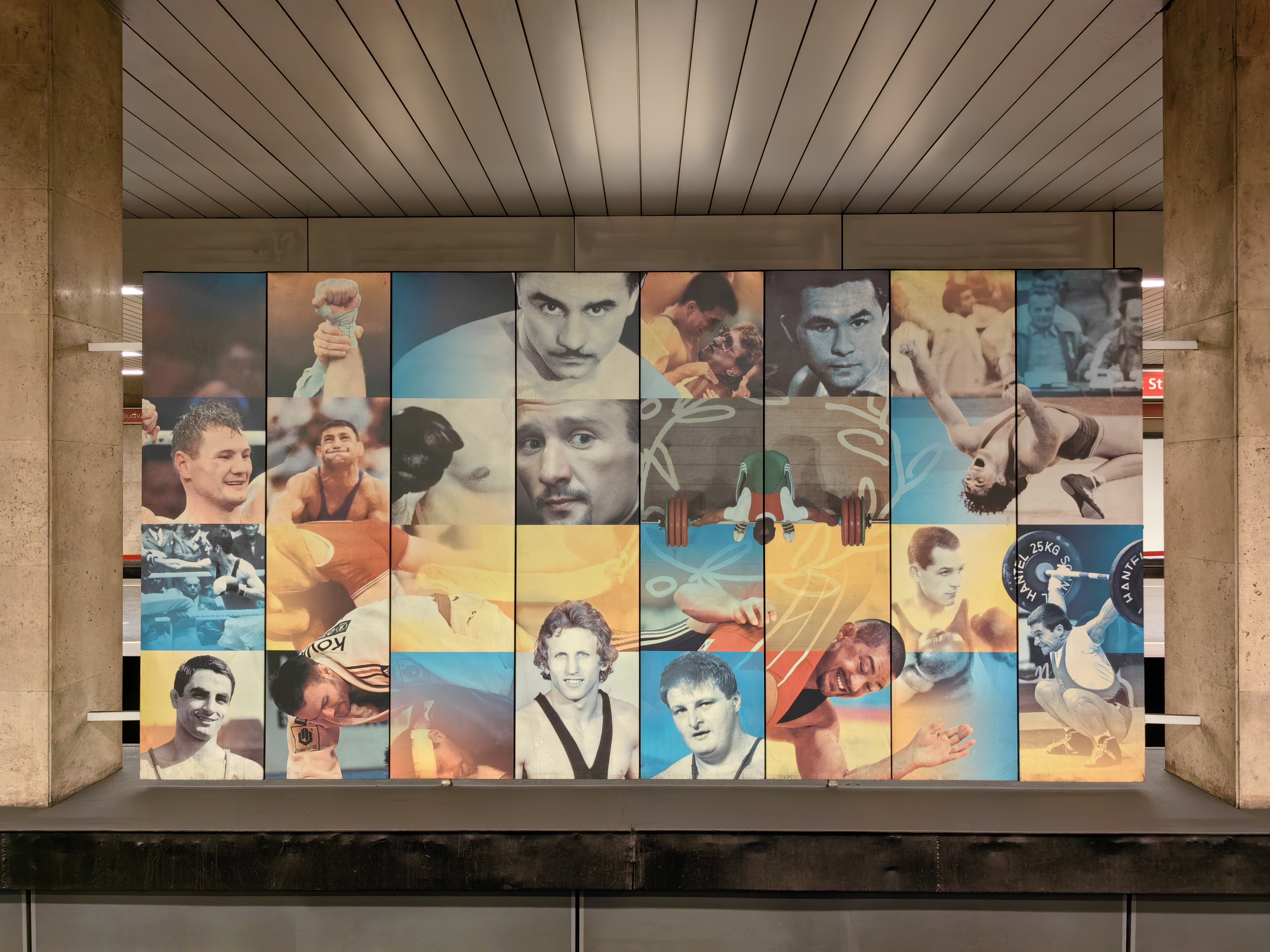

## Átszállási kapcsolatok
| Puskás Ferenc Stadion | 1, 1A 73, 75, 77, 80 95, 130, 195 396, 397, 398, 399, 400, 402, 410, 412, 414, 422, 424, 430, 432, 434, 435, 436, 437, 438, 439, 440, 441, 442, 485, 486 1020, 1021, 1024, 1031, 1034, 1037, 1039, 1040, 1044, 1045, 1046, 1049, 1050, 1052, 1053, 1054, 1060, 1063, 1066, 1067, 1068, 1069, 1070, 1075, 1076, 1077, 1078 | Stadion autóbusz-állomás Puskás Ferenc Stadion, Papp László Budapest Sportaréna, Készenléti Rendőrség, Kisstadion, Körcsarnok, BOK Sportcsarnok |